# هيلين هوانغ
هيلين هوانغ (بالإنجليزية: Helen Huang)‏ هي عازفة بيانو أمريكية، ولدت في 1982 في إيباراكي ‏ في اليابان.

## روابط خارجية
- هيلين هوانغ على موقع ميوزك برينز (الإنجليزية)
- هيلين هوانغ على موقع أول ميوزيك (الإنجليزية)